# ISO 3166-2:2002-12-10
ISO 3166-2:2002-12-10 désigne un ancien bulletin de mise à jour de la norme ISO 3166-2:1998, aujourd'hui obsolète.
Cet article reprend les informations obsolètes du bulletin d'information n° I-4 (modifications au 10 décembre 2002), d'une version également obsolète de la norme ISO 3166-2, à savoir : la première édition de 1998.
Ces informations sont donc, à mi 2014, obsolètes. Il convient de se référer à la version 2007 de la norme ISO 3166-2 (notée « ISO 3166-2:2007 ») et à ses bulletins de mise à jour successifs (cf. infra : sections « Sources » et « Articles connexes »).

## Données modifiées ou complétées (pour mémoire)
24 pays étaient concernés par cette mise à jour aujourd'hui obsolète :
| - BI (Burundi) - CA (Canada) - EC (Équateur) - ES (Estonie) - ET (éthiopie) - GE (Géorgie) - ID (Indonésie) - IN (Inde) - KG (Kirghizistan) - KH (Cambodge) - KP (Corée, République populaire démocratique de) - KZ (Kazakhstan) |  | - LA (Lao, République démocratique populaire) - MD (Moldova, République de) - MU (Maurice) - RO (Roumanie) - SI (Slovénie) - TJ (Tadjikistan) - TL (Timor oriental) - TM (Turkménistan) - TW (Taïwan, Province de Chine) - UZ (Ouzbékistan) - VE (Venezuela) - YE (Yémen) |

## Sources
- iso.org Codes des noms de pays - ISO 3166.
- iso.org Mises à jour de l'ISO 3166
- iso.org Plateforme de consultation en ligne (OBP, remplace l'ancien tableau de décodage)
- unstats.un.org Division statistique des Nations unies – Norme de codage des pays ou régions à usage statistique (inclut les codets à trois lettres de l’ISO 3166, et numériques : codets communs à ISO 3166-1 et codets de regroupements propres à la norme UN M.49).